# Djembe

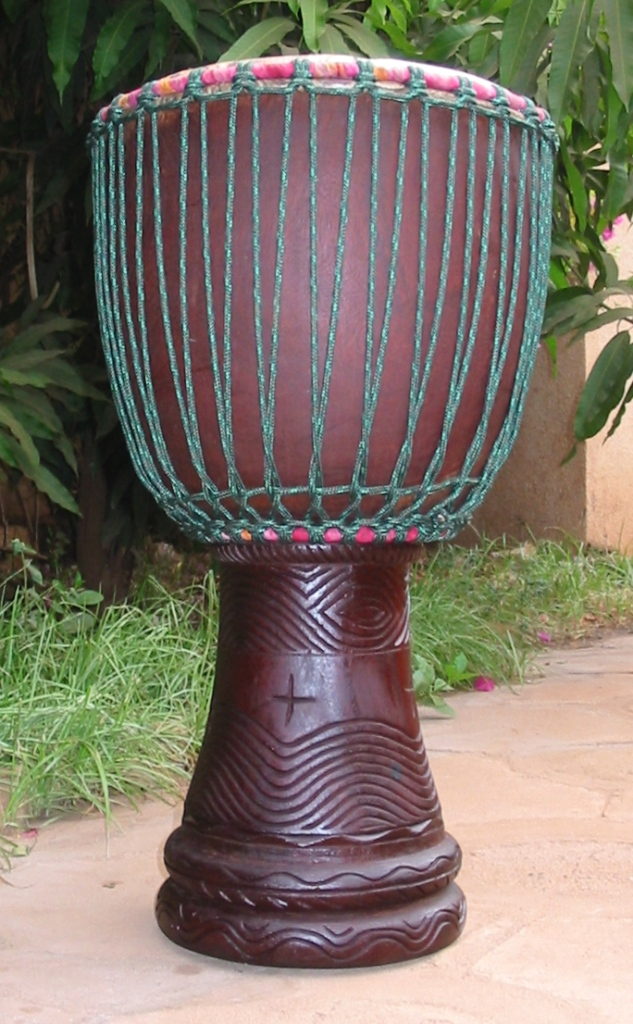
Djembe av lövträ och getskinn.

Djembe är en trumma vars ursprung ofta räknas till Guinea i Västafrika. Den spelas traditionellt även i Senegal, Gambia, Mali och Elfenbenskusten. Djembespel har spridit sig och spelas nu inte bara även i andra delar av Afrika, utan även i övriga delar av världen.
Tillverkning av djembetrummor sker dels i området, men en stor serieproduktion sker även i Sydostasien. I de områden där djemben numera spelas finns även viss tillverkning.
Djembetrummans stomme utgörs traditionellt en urholkad och timglasformad trästam, klätt med  getskinn över den större öppningen. Skinnet spänns av ett tunnare syntetiskt rep. Repet löper mellan en mindre metallring runt timglasets midja och två metallringar som klämmer fast skinnet mellan sig och gör att detta hålls jämnt spänt. Genom att trä repet på ett speciellt sätt som bildar ett nätmönster med den del av repet som håller metallringarna samman, kan skinnet spännas till önskad ton. 
Djembe spelas med händerna direkt mot skinnet. Man brukar tala om tre grundslag med olika ljudegenskaper. Dessa slag går under olika namn, beroende kanske på traditioner och hur djembespelet spridits.
Karaktäristiskt är att skinnet spänns mycket hårt vilket ger en speciell ton. Detta ljud åstadkoms med "slap-slag" och "ton-slag". Tack vare den rundade formen kan även en djup ton frambringas med hjälp av "bas-slag". Andra ljud och toner kan även åstadkommas med olika slagtekniker.